# 루도비코 2세 곤차가

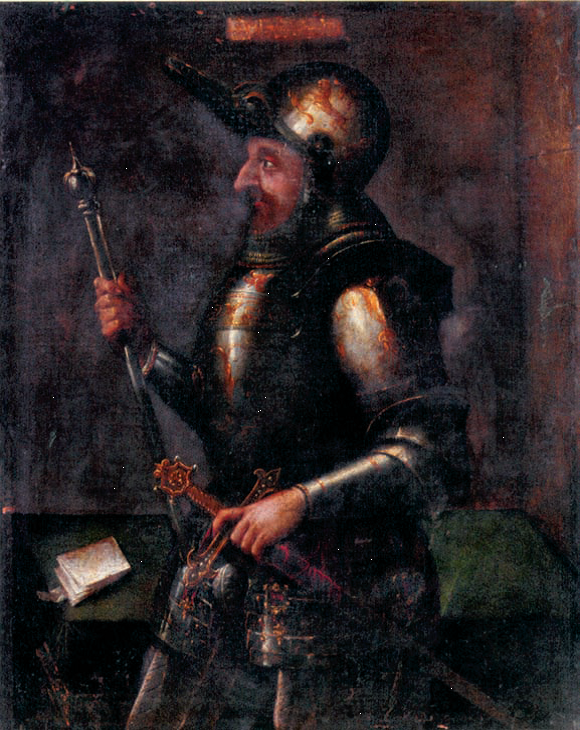
루도비코 2세 곤차가.

루도비코 2세 곤차가(Ludovico II Gonzaga, 1334년 - 1382년 10월 4일)는 만토바의 카피타노 델 포포로였던 이탈리아의 정치가이다. 그는 곤차가 가문 출신이다.

## 생애
그는 구이도 곤차가와 바르의 베아트리체의 아들로 태어났다. 그의 형제 프란체스코와 함께, 그는 아버지와 함께 권력을 지녔던 그의 형 우골리노를 상대로 계획을 세워, 1362년 10월 12일 저녁에 그를 살해한다. 이러한 음모에도, 구이도는 그의 아들들을 용서했다. 1368년에 프란체스코 또한 의심스러운 사인에 사망하였으며, 루도비코는 구이도의 유일한 상속자가 되었다.
그의 아버지가 사망하자, 루도비코는 인근 밀라노와 그곳의 통치자 비스콘티 가문과 정치적 관계를 맺었다. 그의 아들 프란체스코는 베르나보 비스콘티의 딸 아녜세와 혼인하였다. 그는 또한 베네치아 공화국과 연결되는 무역을 건설하기도 하였다. 내부적으로, 루도비코는 그의 영지내에 요새를 증강 또는 증설하였고, 이 중 하나는 1373년 안토니오 곤차가(Antonio Gonzaga)와 연관되어 있다.
루도비코는 1382년에 사망하였으며, 성 프란체스코 성당에 안치되었다.